# جیانلوئیجی ساولدی
جیانلوئیجی ساولدی (انگلیسی: Gianluigi Savoldi; ۹ ژوئن ۱۹۴۹ – ۱۳ آوریل ۲۰۰۸) بازیکن فوتبال اهل ایتالیا بود.
از باشگاه‌هایی که در آن بازی کرده‌است می‌توان به باشگاه فوتبال یوونتوس، باشگاه فوتبال سمپدوریا، باشگاه فوتبال چزنا، باشگاه فوتبال آتالانتا، باشگاه فوتبال لیورنو، و باشگاه فوتبال ویچنزا اشاره کرد.